# Kinross-shire
Pour les articles homonymes, voir Kinross (homonymie).
Le Kinross-shire ou comté de Kinross est un comté historique d'Écosse qui s'étendait autour de son siège, Kinross. Il a été aboli en 1975 pour être inclus dans la nouvelle région du Tayside. Depuis 1996 et l'abandon des régions, le territoire du comté fait partie du council area de Perth and Kinross.
Le Loch Leven fait partie du territoire du comté.